# Antonio Baldoni
Antonio Baldoni (Monticiano, 1950. március 7. –) olasz labdarúgó, posztja középpályás.

## Pályafutása
1969 és 1978 között az AC Pisa 1909 játékosa.